# Collégiale Saint-Yrieix de Saint-Yrieix-la-Perche
Pour les articles homonymes, voir Église Saint-Yrieix.
La collégiale Saint-Yrieix de Saint-Yrieix-la-Perche est une ancienne collégiale située à Saint-Yrieix-la-Perche dans le département de la  Haute-Vienne en France. Elle est classée au titre des monuments historiques par la liste de 1840.

## Historique

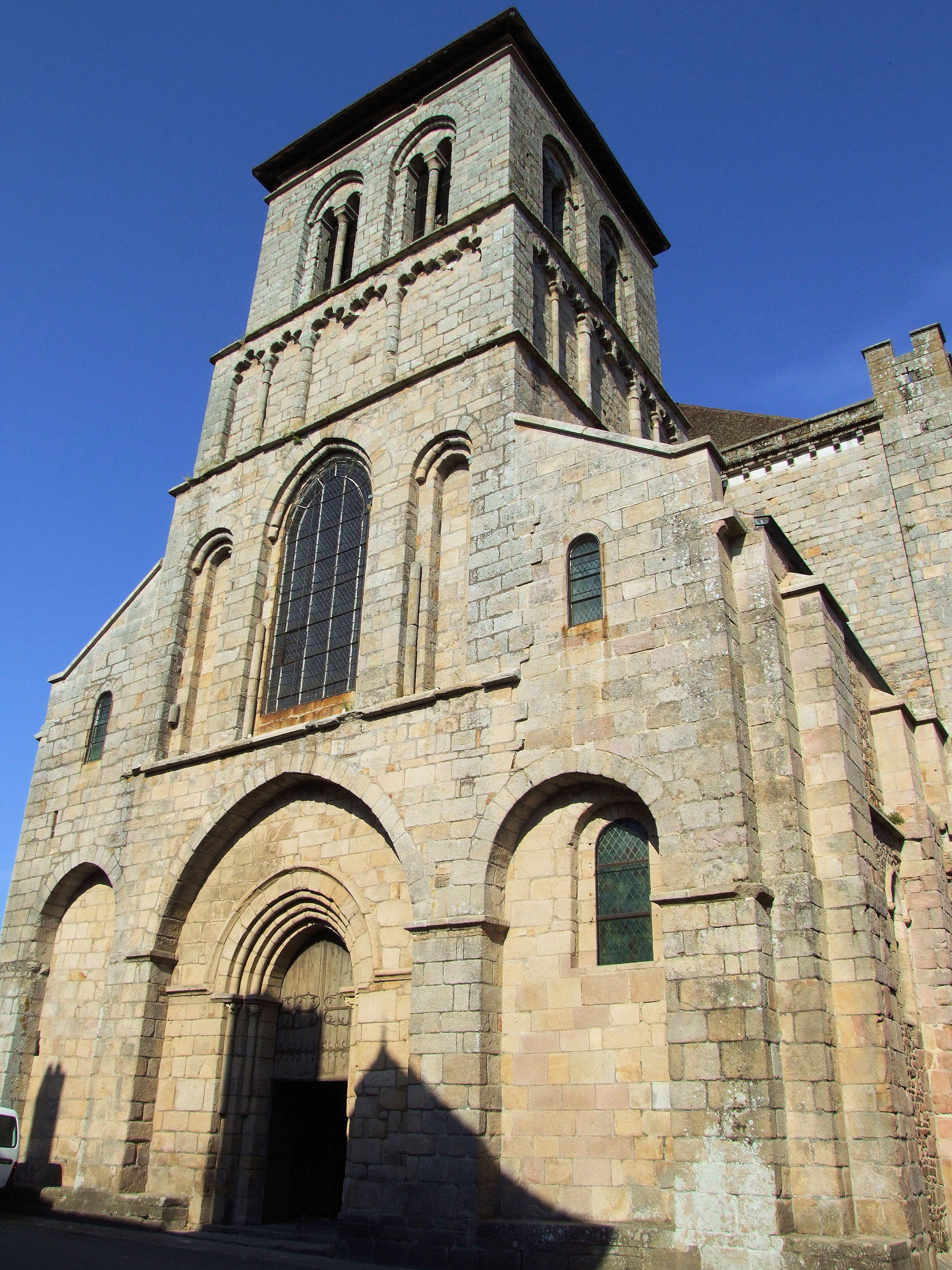
Le clocher-porche de la collégiale.

La collégiale doit sa fondation à Aredius. C’est effectivement au VIe siècle qu’il créa un monastère dans sa maison (domus)d'Attanum ainsi que plusieurs lieux de culte. A sa mort il fut inhumé dans l'un d'eux qui devint le Moustier et la principale église du nouveau monastère. Par son testament, Aredius plaça sa fondation dans la sujétion de Saint-Martin de Tours. L'église fut reconstruite à l'époque romane (il n'en reste aujourd’hui que le clocher-porche). Puis les chanoines décidèrent d’en faire une semi-cathédrale dans le style gothique plantagenêt, à partir des XIIe – XIIIe siècles. Lors de votre visite prenez le temps d’admirer la copie du chef reliquaire en argent de saint Arède. L'original est détenu depuis 1917 par le Metropolitan Museum de New-York. Le portail du clocher présente des voussures limousines (courbures). Le portail gothique du Midi quant à lui est surmonté d’un Christ en majesté datant du XIIe siècle. Cette collégiale a été classée monument historique sur la liste de 1840. 

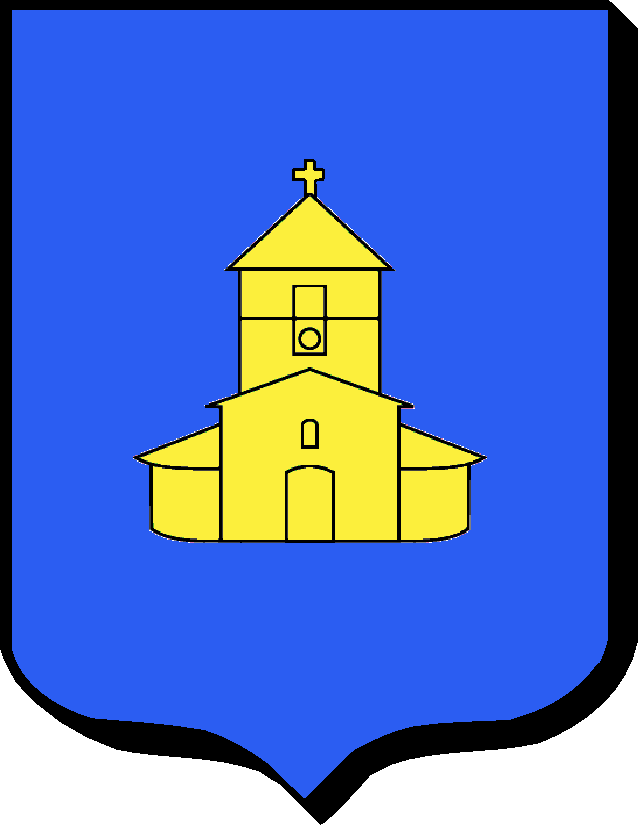
Blason de la famille Chapelle de Jumilhac : d'azur à une chapelle d'or.

## Personnalités
- Jean de Sanzillon de la Foucaudie, prêtre, chanoine de Saint-Yriex-la-Perche, prend possession de son prieuré Saint-Nicolas de la Guerche-de-Bretagne, le 2 juin 1726[2].